# Veteranos afro-americanos linchados após a Primeira Guerra Mundial

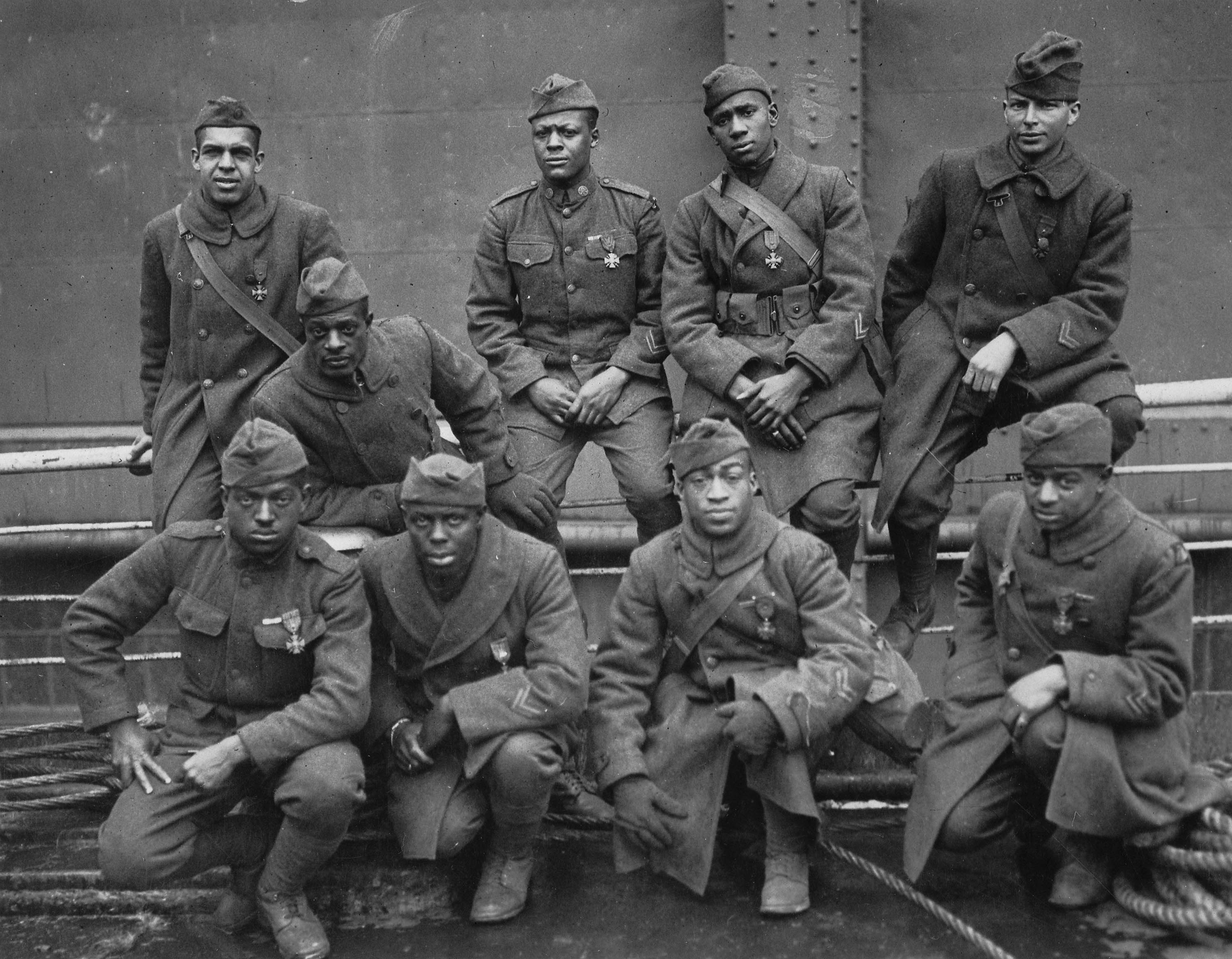
Soldados do 369.º Regimento de Infantaria que ganharam a Cruz de Guerra por bravura em ação, 1919

Depois que jovens afro-americanos se voluntariaram para lutar contra as Potências Centrais durante a Primeira Guerra Mundial, muitos deles voltaram para casa, mas ao invés de serem recompensados pelo serviço militar, foram submetidos à discriminação e racismo por parte dos cidadãos e do governo. A escassez de mão-de-obra em indústrias essenciais causou uma migração maciça de afro-americanos do Sul dos Estados Unidos para as cidades do Norte, levando a uma emergência generalizada de segregação no norte e à regeneração da Ku Klux Klan. Para muitos veteranos afro-americanos, assim como para a maioria dos afro-americanos nos Estados Unidos, os tempos que se seguiram à guerra foram repletos de desafios semelhantes aos que enfrentaram enquanto no exterior. A discriminação e a segregação estavam na vanguarda da vida cotidiana, mas eram mais prevalentes nas escolas, nas receitas públicas e na habitação. Embora membros de diferentes raças que lutaram na Primeira Guerra Mundial acreditassem que o serviço militar era um preço que valia a pena pagar em troca de cidadania igual, esse não era o caso dos afro-americanos. As décadas que se seguiram à Primeira Guerra Mundial incluíram atos flagrantes de racismo e eventos nacionalmente reconhecidos que transmitiram o retrato da sociedade americana sobre os afro-americanos como cidadãos de segunda classe. Embora os Estados Unidos tivessem acabado de vencer a Primeira Guerra Mundial em 1918, a luta nacional por direitos iguais estava apenas começando. Este artigo enfoca os afro-americanos que foram linchados após a Primeira Guerra Mundial.

## Visão geral

### Primeira Guerra Mundial
A Primeira Guerra Mundial começou com o atentado de Sarajevo em 28 de junho de 1914 e terminou com a assinatura do Armistício de Compiègne. Embora as batalhas tivessem parado, o potencial de retomada da guerra ainda existia e a paz só foi alcançada quando representantes do Império Alemão assinaram o Tratado de Versalhes em 28 de junho de 1919, exatamente cinco anos após o atentado de Sarajevo. Em 2 de abril de 1917, o presidente estadunidense Woodrow Wilson declarou guerra à Alemanha depois que a Alemanha retomou seus ataques submarinos a navios mercantes e de passageiros. Quando os Estados Unidos enviaram homens para as frentes da Europa, as Forças Armadas dos Estados Unidos permaneceram segregadas, com unidades exclusivamente negras e unidades exclusivamente brancas. Apesar da segregação e dos maus-tratos a que estavam sendo constantemente submetidos pela sociedade cotidiana, muitos afro-americanos se voluntariaram para participar do esforço de guerra dos Aliados. Na época da assinatura do armistício com a Alemanha, mais de 350 000 afro-americanos haviam se juntado às forças armadas e servido nas Forças Expedicionárias Americanas na Frente Ocidental. Cerca de 50 000 desses 350 000 combatentes experientes e um total de 770 afro-americanos que lutaram por seu país morreram. Além disso, durante a Primeira Guerra Mundial, mais de 400 000 cidadãos negros que procuravam empregos na área de defesa migraram do sul rural para o norte urbano para suprir a necessidade de mão de obra que existia nas indústrias essenciais. Embora isso fornecesse novas oportunidades para muitos afro-americanos, também continuaria a encorajar a segregação e a discriminação generalizada no norte dos Estados Unidos após o fim da guerra.

### Reação ao retorno dos veteranos

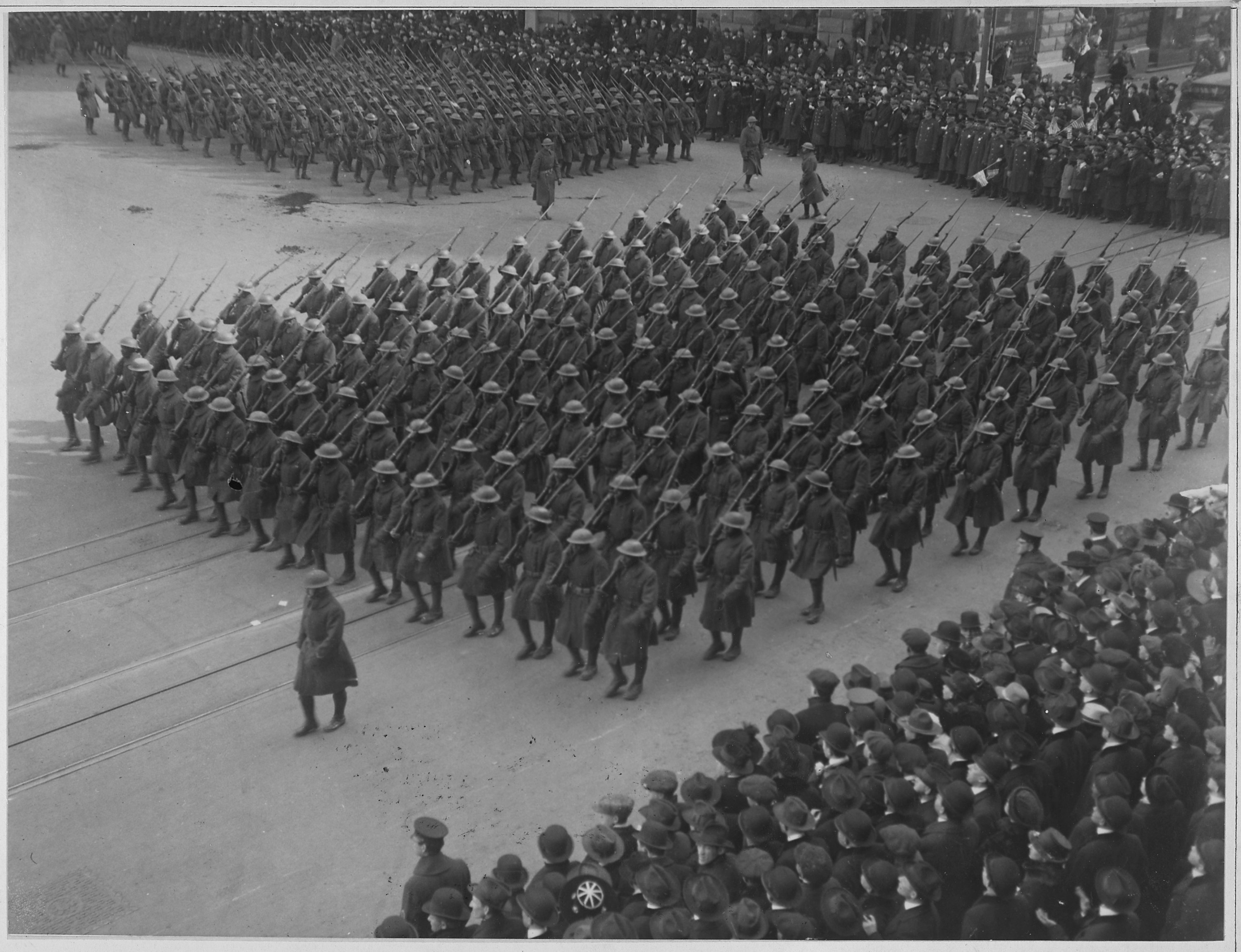
"Hell Fighters" do Coronel Hayward em desfile. A famosa 369.ª Infantaria de combatentes [afro-americanos] marchando em Nova Iorque em homenagem ao seu retorno ao país

Historicamente, quando uma guerra termina, aqueles que serviram nela são elogiados por seu heroísmo e patriotismo. No entanto, esse nem sempre foi o caso de soldados americanos de ascendência africana. Soldados afro-americanos que serviram na Primeira Guerra Mundial foram tratados pior antes, durante e depois da guerra do que qualquer outro grupo de soldados americanos.
Durante uma festa de boas-vindas para veteranos afro-americanos da Primeira Guerra Mundial em Norfolk, Virgínia, uma rebelião racial [en] estourou em 21 de julho de 1919. Pelo menos duas pessoas morreram e outras três ficaram feridas. As autoridades da cidade tiveram que chamar os fuzileiros navais e a Marinha para restaurar a ordem.
Em 16 de agosto de 1917, o senador do Mississippi James K. Vardaman falou sobre seu medo de que os veteranos negros retornassem ao sul, pois considerava que isso "inevitavelmente levaria ao desastre". Para o sul dos Estados Unidos, o uso de soldados negros nas forças armadas era uma ameaça, não uma virtude. "Impressione o negro com o fato de que ele está defendendo a bandeira, encha sua alma sem instrução com ares militares, ensine-o que é seu dever manter o emblema da Nação voando triunfantemente no ar" e, advertiu o senador, "é apenas um pequeno passo para a conclusão de que seus direitos políticos devem ser respeitados".
Frequentemente, a violência eclodia entre os membros das forças armadas. Tanto na Rebelião de Bisbee [en] (3 de julho de 1919) quanto nos motins em New London em 1919 [en], membros afro-americanos ativos do serviço foram atacados por multidões brancas ou unidades militares brancas.
Muitos soldados negros nos anos após a guerra foram ameaçados de violência se fossem pegos vestindo seus uniformes. Muitos outros foram até mesmo atacados fisicamente, às vezes escapando com vida. Durante um dia de feira em 5 de abril de 1919 em Sylvester, Geórgia, o veterano negro Daniel Mack caminhava por uma rua movimentada e esbarrou em um homem branco. O homem branco ficou ofendido por Mack não mostrar o devido respeito e os dois brigaram; a polícia entrou em cena e imediatamente prendeu Mack por agressão. Ele foi condenado a 30 dias de prisão. Alguns dias depois de sua sentença, em 14 de abril, uma multidão de brancos invadiu a prisão, levou-o para o deserto e linchou Mack; ele sobreviveu se fingindo de morto. Nenhuma prisão foi feita. Elisha Harper [en], de 25 anos, era o filho do Rev. T. F. Harper, um respeitável e "bem-comportado pregador" que vivia em Helena. Ele lutou no exército durante a Primeira Guerra Mundial e tinha acabado de voltar da Europa. Em 24 de julho de 1919, enquanto caminhava pelas ruas de Newberry, na Carolina do Sul, ele teria supostamente insultado uma garota de 14 anos, que prontamente o denunciou às autoridades. Harper foi preso e jogado na prisão. Logo após, uma multidão de brancos se reuniu e teria linchado Harper se não fosse pelo xerife local, que o escondeu.
O serviço militar prestado por afro-americanos no exterior e em casa fez pouca diferença na cidadania dos afro-americanos. A sociedade americana ainda via os afro-americanos da mesma forma que viam antes da guerra.

## Veteranos afro-americanos linchados

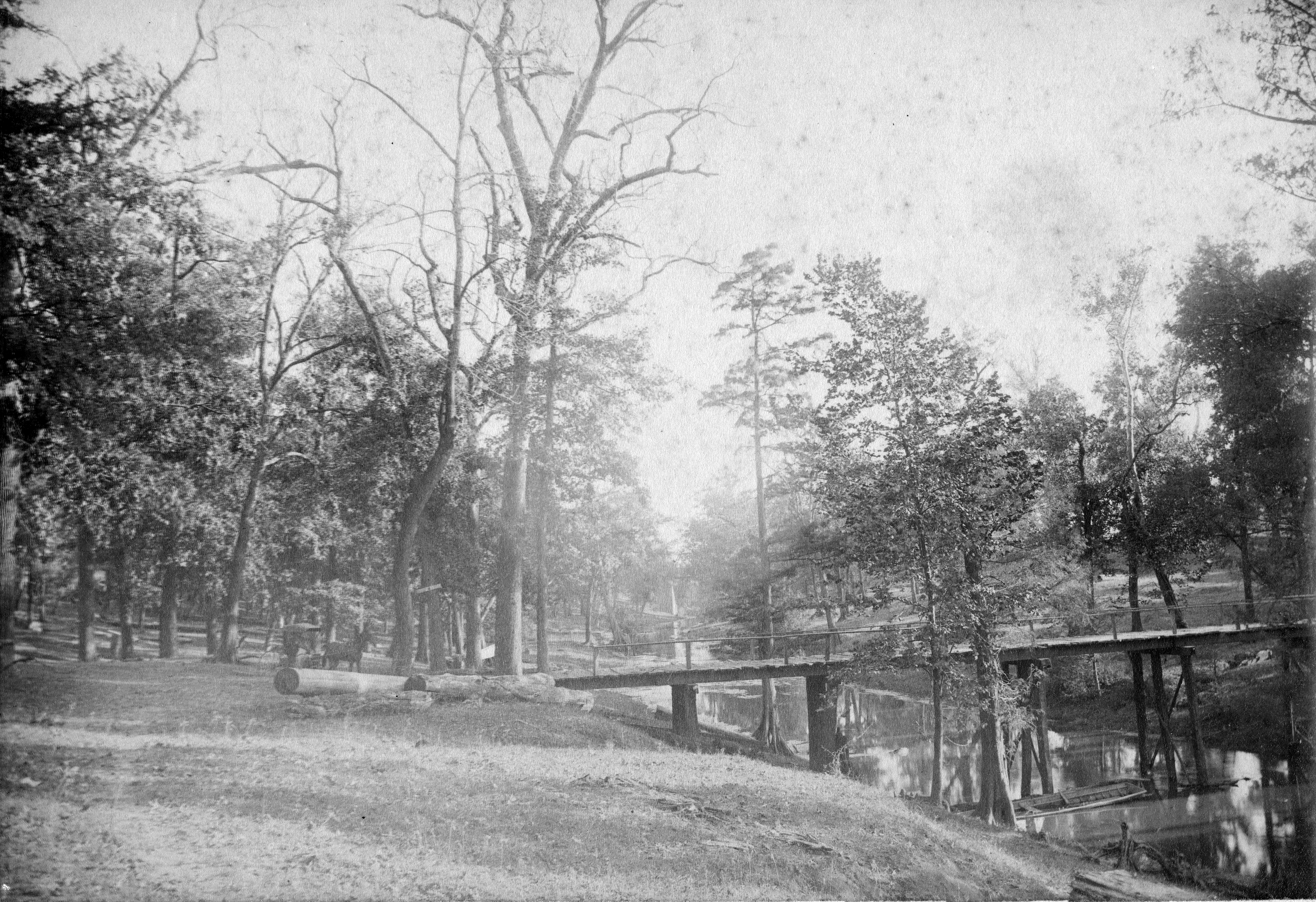
O veterano L.B. Reed era suspeito de ter um relacionamento com uma mulher branca e foi enforcado na ponte do rio Sunflower, em Clarksdale, Mississippi

A seguir está uma lista incompleta de afro-americanos que serviram nas forças armadas durante a Primeira Guerra Mundial e foram mortos, sem um julgamento, por multidões de brancos por supostos crimes. O linchamento está profundamente enraizado na psique racial dos Estados Unidos. Em 1919, o linchamento se transformou em um ritual programático de tortura e empoderamento da raça branca. O número exato de veteranos afro-americanos linchados em uniforme militar é desconhecido, mas houve vários casos de espancamentos e linchamentos pela recusa em remover o uniforme militar, principalmente o linchamento de Wilbur Little na primavera de 1919. Aparentemente pela tabela, a grande maioria dos linchamentos ocorreu na Região Sudeste dos Estados Unidos. Os três estados com o maior número de linchamentos de afro-americanos de 1850 a 1929 foram Geórgia, Mississippi e Texas.
| Nome                                 | Cidade                           | Condado ou paróquia | Estado            | Data                   | Acusação | Linchamento | Ref.                        |
| ------------------------------------ | -------------------------------- | ------------------- | ----------------- | ---------------------- | --- | --- | --------------------------- |
| Desconhecido                         | Pine Bluff                       | Jefferson           | Arkansas          |                        | Insulto a uma mulher branca – recusou-se a sair de uma calçada para uma mulher branca.                           | Amarrado a uma árvore com correntes para pneus e baleado em até 50 vezes. | [ 6 ]                       |
| Soldado Charles Lewis                | Tyler Station (perto de Hickman) | Fulton              | Kentucky          | 16 de dezembro de 1918 | Suposto roubo.                                                                                                   | Homens mascarados invadiram a cadeia, quebraram as fechaduras com uma marreta e o enforcaram em uma árvore. | [ 6 ] [ 12 ]                |
| Um veterano negro e uma mulher negra | Pickens                          | Holmes              | Mississippi       | 5 de maio de 1919      | Insulto a uma mulher branca – a mulher negra escreveu uma "nota imprópria" para uma jovem mulher branca.         | | [ 6 ]                       |
| Sargento-Mor John Green              | Birmingham                       | Jefferson           | Alabama           | 12 de junho de 1919    | Pedir troco a um condutor a bordo de um bonde segregado.                                                         | Baleado três vezes na cabeça. | [ 13 ]                      |
| Robert Truett                        | Louise                           | Humphreys           | Mississippi       | 15 de julho de 1919    | Insulto a uma mulher branca – suposta proposta indecente a uma mulher branca.                                    | Enforcado, um veterano de 18 anos de idade. | [ 6 ] [ 14 ]                |
| Clinton Briggs                       | Lincoln                          | Washington          | Arkansas          | 3 de agosto de 1919    | Insulto à mulher branca - saiu muito lentamente do caminho de uma mulher branca.                                 | Acorrentado a uma árvore e baleado até morrer. | [ 6 ] [ 15 ]                |
| L. B. Reed                           | Clarksdale                       | Coahoma             | Mississippi       | 10 de setembro de 1919 | Suspeito de ter um relacionamento com uma mulher branca.                                                         | Enforcado na ponte que cruza o Sunflower River. | [ 6 ] [ 16 ]                |
| Robert Crosky                        | Montgomery                       | Montgomery          | Alabama           | 29 de setembro de 1919 | Susposta agressão a uma mulher branca.                                                                           | Baleado por uma multidão. | [ 17 ]                      |
| Phifer, Miles                        | Montgomery                       | Montgomery          | Alabama           | 29 de setembro de 1919 | Suposta agressão a uma mulher branca.                                                                            | Baleado por uma multidão. | [ 17 ]                      |
| Frank Livingston                     | El Dorado                        | Union               | Arkansas          | 21 de maio de 1919     | Suposto assassinato.                                                                                             | 100 pessoas se juntaram para queimar Frank Livingston vivo | [ 6 ] [ 18 ]                |
| Bud Johnson                          | Pace                             | Santa Rosa          | Flórida           | 12 de março de 1919    | Susposta agressão a uma mulher branca.                                                                           | Acorrentado a uma estaca, queimado vivo, seu crânio foi partido com uma machadinha e os pedaços dados aos espectadores como lembranças.                                                                        | [ 6 ] [ 19 ]                |
| Lucius McCarty                       | Bogalusa                         | Washington          | Luisiana          | 31 de agosto de 1919   | Suposta tentativa de agressão a uma mulher branca                                                                | Multidão arrastou seu corpo atrás de um carro matando-o antes de queimar seu cadáver em uma fogueira. | [ 6 ] [ 16 ]                |
| Powell Green                         |                                  | Franklin            | Carolina do Norte | 27 de dezembro de 1919 | Alegadamente baleou R. M. Brown, proprietário branco de um cinema em Franklinton.                                | Corda amarrada no pescoço, arrastado por 3,2 km atrás de um automóvel, depois pendurado em uma muda de pinheiro                                                                                                | [ 6 ] [ 20 ]                |
| Herman Arthur                        | Paris                            | Lamar               | Texas             | 6 de julho de 1920     | Alegado tiroteio fatal com um proprietário de plantações e seu filho por causa de uma disputa.                   | Herman e seu irmão mais novo, Ervie, foram amarrados a uma estaca e queimados vivos. | [ 21 ] [ 22 ] [ 23 ] [ 24 ] |
| Wilbur Little                        | Blakely                          | Early               | Geórgia           | Primavera de 1919      | Recusa em retirar o uniforme militar.                                                                            | Espancado até a morte, ainda vestindo seu uniforme, por uma multidão. | [ 25 ]                      |
| Leroy Johnston                       | Helena                           | Phillips            | Arkansas          | 1 de outubro de 1919   | Foi morto por uma multidão durante o massacre de Elaine depois que a multidão alegou que eles atiraram primeiro. | Ele, juntamente com seus três irmãos, foi retirado de um trem por um grupo de homens brancos. Todos foram baleados várias vezes e mortos durante um confronto. Leroy era um corneteiro no Harlem Hellfighters. | [ 26 ]                      |

## Contraste com veteranos brancos
O retorno para casa não foi perfeito para nenhum grupo de pessoas, levando ao desenvolvimento do Bonus Army e muitas outras demonstrações de descontentamento. A maioria dos veteranos da Primeira Guerra Mundial acreditava que não haviam sido compensados o suficiente por seus serviços e deveriam ter recebido mais cuidados, especialmente em hospitais. No entanto, ainda havia um grande contraste no tratamento recebido de veteranos brancos e negros após a Primeira Guerra Mundial, levando a agitação pública e perda de vidas.
Os veteranos brancos receberam muito mais reconhecimento em nível nacional por sua bravura e sacrifício na guerra. Isso incluiu aparições no rádio, manchetes nacionais e estátuas em homenagem ao seu sacrifício. A população dos Estados Unidos em 1919 era mais de 85% branca e quase todas as principais organizações de mídia eram dirigidas por homens brancos, levando a uma disparidade na atenção da mídia para toda a população afro-americana. Uma indústria de mídia monopolizada e o preconceito racial dos americanos brancos levaram à relutância em reconhecer consistentemente os esforços e sacrifícios dos veteranos afro-americanos. Na verdade, dos quase 400 000 afro-americanos que serviram na Primeira Guerra Mundial, nenhum foi recompensado com a Medalha de Honra do Congresso até o ano de 1991.
Quando os veteranos voltaram para casa, houve vários desfiles de vitória nas principais cidades realizados em sua homenagem. No entanto, como a segregação ainda estava em vigor, houve desfiles separados em menor escala para soldados afro-americanos. Durante esses desfiles, haveria vários exemplos de agitação civil, mais notável durante um desfile da vitória em Norfolk, Virgínia, onde uma revolta racial estourou em 21 de julho de 1919. Não era apenas notoriedade e elogios que faltavam aos veteranos afro-americanos. A maior diferença entre veteranos brancos e negros pode ser vista ao examinar a estabilidade financeira e o status socioeconômico. Em média, os americanos brancos tinham muito mais recursos e privilégios para viver com maior qualidade de vida.

## Consequências
Esses linchamentos estavam entre vários incidentes de agitação civil que agora são conhecidos como o Verão Vermelho americano de 1919. Os ataques às comunidades negras e a opressão branca se espalharam por mais de três dúzias de cidades e condados. Na maioria dos casos, multidões de brancos atacaram bairros afro-americanos. Em alguns casos, grupos comunitários negros resistiram aos ataques, especialmente em Chicago e em Washington, D.C. A maioria das mortes ocorreu em áreas rurais durante eventos como o massacre de Elaine em Arkansas, onde cerca de 100 a 240 negros e 5 brancos foram mortos. Outros eventos importantes do Verão Vermelho foram a revolta racial em Chicago [en] e a revolta racial em Washington [en], que causaram 38 e 39 mortes, respectivamente. Ambas as revoltas tiveram muito mais baixas não fatais e extensos danos à propriedade, chegando a milhões de dólares.
Os afro-americanos não foram apenas atormentados pelo racismo ao retornar, mas também pela crescente pandemia de gripe em 1918. Devido ao status socioeconômico estatisticamente mais baixo de muitos afro-americanos, eles eram mais propensos a contrair a gripe e, uma vez contraídos, ficavam em pior situação para combatê-la. Portanto, a pandemia de gripe devastou a comunidade afro-americana e deixou sua saúde geral e bem-estar financeiro em ruínas. Isso faria com que os veteranos afro-americanos da Primeira Guerra Mundial se comunicassem diretamente com os formuladores de políticas e burocratas para impulsionar o avanço profissional e de saúde pública nos anos 1920 e 1930 para todos os negros americanos.
Antes da Primeira Guerra Mundial, a maioria dos afro-americanos não desafiava o status quo racial. No entanto, esses eventos e tratamento desigual após a Primeira Guerra Mundial levaram a uma faísca na comunidade afro-americana. Após a guerra, encorajados pelo serviço militar e pelo apoio à guerra em casa por meio de empregos na defesa, os afro-americanos estavam determinados a lutar pela igualdade. O racismo e a segregação são questões que atormentaram a comunidade afro-americana por muito tempo e agora eles estavam dispostos a lutar contra isso. De fato, durante a guerra, a comunidade afro-americana organizou protestos contra a segregação e a discriminação, mas faltou a ignição para causar uma mudança real. Essa mudança seria chamada de "Novo Movimento Negro" (New Negro Movement) e poderia ser descrita como o movimento político radical em busca dos direitos civis pós-Primeira Guerra Mundial. Destacado no editorial de W. E. B. Du Bois The Crisis de maio de 1919, "Returning Soldiers", no qual ele proclamou: "Voltamos. Voltamos da luta. Voltamos lutando." A combinação do Novo Movimento Negro e do Renascimento do Harlem permitiu que os intelectuais afro-americanos garantissem a igualdade social por meio da literatura. Isso permitiu que grandes grupos, como a NAACP, fizessem lobby por projetos de lei que buscavam a igualdade para os afro-americanos. O mais notável foi a Lei Antilinchamento de Dyer (Dyer Anti-Lynching Bill), destinada a prevenir linchamentos nos Estados Unidos, mas não foi aprovada.
No entanto, o pós-Primeira Guerra Mundial pode ser definido como a faísca que iniciou a luta contra o status quo e o surgimento do Novo Movimento Negro. A luta pela igualdade e pelos direitos civis nos Estados Unidos se tornaria uma batalha secular que ainda ocorre hoje. Devido a esse motivo, violência racial semelhante e linchamentos ocorreram novamente depois que tropas afro-americanas retornaram do serviço na Segunda Guerra Mundial e posteriormente na Guerra Fria.